# Tô Lâm
Tô Lâm (Hưng Yên, 10 de julio de 1957) es un político y general de seguridad pública vietnamita, fue presidente de Vietnam desde el 21 de mayo al 20 de octubre de 2024.  Ejerció como ministro de Seguridad Pública desde abril de 2016 hasta mayo de 2024, y es miembro del Buró Político del Partido Comunista de Vietnam, también se desempeña como jefe adjunto del Comité Directivo Central Anticorrupción. Es considerado una figura poderosa de la campaña anticorrupción del secretario general Nguyễn Phú Trọng. Nacido en la provincia de Hưng Yên, se convirtió en miembro del Partido Comunista de Vietnam el 22 de agosto de 1981. Toda su carrera ha transcurrido en las fuerzas policiales. Ostenta el rango de General de cuatro estrellas de las Fuerzas de Seguridad Pública Popular de Vietnam. Tô se desempeñó como Jefe del Comité Directivo de la Región del Altiplano Central, Viceministro de Seguridad Pública y director general del Primer Departamento General de Seguridad del Ministerio de Seguridad Pública. Tiene un doctorado en jurisprudencia y un diploma avanzado en teoría política. Fue nombrado profesor de Ciencias de la Seguridad en 2015. El 18 de mayo de 2024, fue nominado por el Comité Central para convertirse en el decimotercer presidente de Vietnam, sucediendo a Võ Văn Thưởng, quien dimitió en marzo de 2024 debido a la campaña anticorrupción. Tô mantendrá su cargo de Ministro de Seguridad Pública junto con la presidencia.